# Edmondioidea
Super-famille
Les Edmondioidea sont une super-famille fossile de mollusques bivalves marins, de l'ordre des Adapedonta.

## Synonymes
- Edmondiacea[1]

## Liste des familles
Selon World Register of Marine Species (8 juillet 2025) :
- † Edmondiidae W. King, 1850
- † Pachydomidae P. Fischer, 1887

Auxquelles Paleobiology Database (8 juillet 2025) ajoute la famille suivante que le WoRMS classe dans la super-famille des Pholadomyoidea :
- † Megadesmidae Vokes, 1967

## Systématique
Le nom valide complet (avec auteur) de ce taxon est Edmondioidea King, 1850.

### Publication originale
- [1850] (en) William King, « A Monograph of the Permian Fossils of England », Monograph of the Palaeontographical Society, Londres, vol. 3, no 5,‎ 1850, p. 1-258 (ISSN 0269-3445, e-ISSN 2576-1900, DOI 10.5962/bhl.title.114608, lire en ligne, consulté le 8 juillet 2025). .